# Movileni (gmina Șendreni)
Movileni – wieś w Rumunii, w okręgu Gałacz, w gminie Șendreni. W 2011 roku liczyła 603 mieszkańców.